# Championnat du Chili de football 1989
Navigation
Saison précédente Saison suivante
La saison 1989 du Championnat du Chili de football est la cinquante-septième édition du championnat de première division au Chili. Les seize meilleurs clubs du pays sont regroupés au sein d'une poule unique où ils s'affrontent deux fois au cours de la saison, à domicile et à l'extérieur. À la fin du championnat, les deux derniers du classement sont relégués et remplacés par les deux meilleurs clubs de Segunda División, la deuxième division chilienne tandis que le 14e doit passer par le barrage de promotion-relégation.
C'est le club de Colo Colo qui remporte le championnat cette saison après avoir terminé en tête du classement final, avec trois points d'avance sur le CD Universidad Católica et six sur le tenant du titre, le Club de Deportes Cobreloa. C'est le seizième titre de champion du Chili de l'histoire du club, qui réussit même le doublé en s'imposant en finale de la Copa Chile face au Club Deportivo Huachipato.

## Les clubs participants
| - Colo Colo - CD Universidad Católica - Unión San Felipe - Promu de Segunda División - Unión Española - Club de Deportes Iquique - Deportes Naval de Talcahuano - Club de Deportes Cobreloa - CD Arturo Fernandez Vial | - CD Everton de Viña del Mar - Club de Deportes Cobresal - Club Deportivo O'Higgins - Deportes La Serena - CSD Rangers - Promu de Segunda División - Deportes Valdivia - Club Deportes Concepción - Club Deportivo Huachipato |

## Compétition
Le barème utilisé pour établir le classement est le suivant :
- Victoire : 2 points
- Match nul : 1 point
- Défaite : 0 point

### Classement
| Rang | Équipe                       | Pts | J  | G  | N  | P  | Bp | Bc | Diff |
| ---- | ---------------------------- | --- | -- | -- | -- | -- | -- | -- | ---- |
| 1    | Colo ColoC                   | 45  | 30 | 20 | 5  | 5  | 60 | 28 | +32  |
| 2    | CD Universidad Católica      | 42  | 30 | 17 | 8  | 5  | 59 | 22 | +37  |
| 3    | Club de Deportes CobreloaT   | 39  | 30 | 16 | 7  | 7  | 52 | 27 | +25  |
| 4    | Club de Deportes Cobresal    | 36  | 30 | 13 | 10 | 7  | 50 | 31 | +19  |
| 5    | Deportes La Serena           | 34  | 30 | 10 | 14 | 6  | 39 | 27 | +12  |
| 6    | Club Deportivo O'Higgins     | 31  | 30 | 9  | 13 | 8  | 37 | 29 | +8   |
| 7    | Club Deportes Concepción     | 31  | 30 | 9  | 13 | 8  | 21 | 25 | -4   |
| 8    | Unión Española               | 30  | 30 | 9  | 12 | 9  | 45 | 45 | 0    |
| 9    | Deportes Naval de Talcahuano | 28  | 30 | 8  | 12 | 10 | 31 | 39 | -8   |
| 10   | Club Deportivo Huachipato    | 28  | 30 | 9  | 10 | 11 | 25 | 37 | -12  |
| 11   | CD Everton de Viña del Mar   | 28  | 30 | 9  | 10 | 11 | 26 | 40 | -14  |
| 12   | Deportes Iquique             | 26  | 30 | 6  | 14 | 10 | 32 | 38 | -6   |
| 13   | CD Arturo Fernandez Vial     | 23  | 30 | 5  | 13 | 12 | 31 | 44 | -13  |
| 14   | Unión San FelipeP            | 23  | 30 | 7  | 9  | 14 | 43 | 61 | -18  |
| 15   | CSD RangersP                 | 21  | 30 | 7  | 7  | 16 | 34 | 48 | -14  |
| 16   | Deportes Valdivia            | 15  | 30 | 3  | 9  | 18 | 21 | 65 | -44  |

|  | Qualification pour la Copa Libertadores 1990                                     |
|  | Qualification pour la Liguilla pré-Libertadores                                  |
|  | Participation au barrage de promotion-relégation                                 |
|  | Relégation directe en Segunda Division                                           |
|  | T : Tenant du titre C : Vainqueur de la Copa Chile P : Promu de Segunda Division |

### Liguilla pré-Libertadores
Demi-finales :
| Équipe 1                  | Résultat | Équipe 2                  | Aller | Retour |
| ------------------------- | -------- | ------------------------- | ----- | ------ |
| Club de Deportes Cobreloa | 2 - 2    | Deportes La Serena        | 2 - 1 | 0 - 1  |
| CD Universidad Católica   | 5 - 3    | Club de Deportes Cobresal | 3 - 0 | 2 - 3  |

Finale :
| 21 février 1990 | Club de Deportes Cobreloa | 1 - 4 | CD Universidad Católica                       | Estadio Nacional, Santiago du Chili           |                                               |
|                 | Tello 54e                 |       | Olivares 7e, 76e · Contreras 73e · Tupper 90e | Spectateurs : 21 384 Arbitrage : Hernán Silva | Spectateurs : 21 384 Arbitrage : Hernán Silva |

### Barrage de promotion-relégation
Le 14e du classement, l'Unión San Felipe affronte en barrage les deuxièmes des deux poules géographiques de Segunda División. C'est Santiago Wanderers qui s'impose en tête de la poule et qui accède à la Primera Division la saison prochaine.

## Bilan de la saison
| Championnat du Chili de football 1989 |                                                                     |
| Champion                              | Colo Colo (16e titre)                                               |
| Coupes et trophées                    |                                                                     |
| Vainqueur de la Coupe du Chili 1989   | Colo Colo                                                           |
| Qualifications continentales          |                                                                     |
| Copa Libertadores 1990                | Colo Colo                                                           |
| Copa Libertadores 1990                | CD Universidad Católica                                             |
| Promotions et relégations             |                                                                     |
| Promus en Primera División            | CF Universidad de Chile Club Deportivo Palestino Santiago Wanderers |
| Relégués en Segunda División          | Unión San Felipe CSD Rangers Deportes Valdivia                      |